# 徐子荣
徐子荣（1907年—1969年），河南确山人，中国人民解放军将领。

## 生平

### 早年
1927年，参加确山起义。1932年入狱，四年后被中共解救并派赴山西，任中共太原市委委员、山西工委秘书长。抗日战争期间，任中共太行区委宣传部部长、组织部部长。1943年，任中共太行军区第5地委书记兼政治委员。1944年，任八路军豫西抗日游击支队政治委员，与司令员皮定均率部南渡黄河、挺进豫西，后任中原军区第一纵队第一旅政治委员。

### 国共内战
1946年6月，该旅佯装主力西进、掩护中原解放区主力突围，史称“中原突围”，这标志着第二次国共内战的全面爆发。24天内该旅参加23次战役，行程1,000多公里。在与国军20余万军队的围追堵截后，该旅7,000人经突围后仍保留5,000人，为中原突围中最完整的建制。此后，徐子荣任华中野战军独立旅、第1纵队独立师政治委员，第13纵队政治委员、第18兵团61军政治委员。率部参加了涟水战役、莱芜战役、孟良崮战役、临汾战役、晋中战役、太原战役等。

### 中华人民共和国
中华人民共和国成立后，徐子荣任公安部办公厅主任兼人事局局长，公安部副部长，国务院内务办公室副主任。
徐子荣在大跃进期间视察了河南信阳。
文化大革命期间，徐子荣卷入“六十一人叛徒集团案”并受到迫害，1969年于北京秦城监狱去世。拨乱反正期间，1979年1月，徐子荣获得平反。